# Pinhal do Vidal
Pinhal do Vidal é uma localidade da freguesia de Corroios, Município do Seixal. É um local residencial, Constituído na sua totalidade por moradias, usadas sobretudo como primeira habitação.
As principais actividades económicas são o comércio e algumas indústrias alimentares, especialmente no ramo da pastelaria.
A localidade faz fronteira com o Conchelho de Almada a Norte/Este, A localidade de Alto do Moínho a Oeste e a localidade de Vale de Milhaços.
Na localidade está Localizada a Igreja de São João Baptista[carece de fontes?] e um campo de futsal.